# Меррилл, Сэм
Сэм Меррилл (англ. Sam Merrill; род. 15 мая 1996, Баунтифул, Юта) — американский профессиональный баскетболист, выступающий за клуб НБА «Кливленд Кавальерс». Играет на позиции атакующего защитника.

## Профессиональная карьера

### Милуоки Бакс (2020–2021)
18 ноября 2020 года Меррилл был выбран клубом «Нью-Орлеан Пеликанс» под последним, 60-м, пиком на драфте НБА 2020 года.
24 ноября Меррилл был обменян в «Милуоки Бакс» в рамках сделки между четырьмя командами с участием «Оклахомы-Сити Тандер» и «Денвер Наггетс». Он был назначен переведён в «Мемфис Хастл» из Джи-Лиги НБА, дебютировав за «Хастл» 10 февраля 2021 года. В регулярном сезоне он сыграл в 30 играх за «Бакс» (2 из них в старте), набирая в среднем 3 очка и 1 подбора за 7,8 минут за игру, он бросал трёхочковые с процентом 44,7. Меррилл завершил свой дебютный сезон в качестве чемпиона НБА, когда «Бакс» победили «Финикс Санз» в 6 играх в финале НБА 2021 года.

### Мемфис Гриззлис (2021–2022)
7 августа 2021 года Меррилл был отдан вместе с двумя будущими выборами во втором раунде в «Мемфис Гриззлис» в обмен на Грейсона Аллена. 1 января 2022 года он был отчислен. Меррилл в среднем набирал 4,2 очка и 1,2 подбора за игру в 6 играх за «Гриззлис».

### Кливленд Чардж (2022–2023)
13 августа 2022 года Меррилл подписал контракт с «Сакраменто Кингз». Он был отчислен до начала сезона.
Меррилл был выбран под первым номером на драфте Джи-Лиги клубом «Кливленд Чардж». 24 октября 2022 года он присоединился к «Чардж».

### Кливленд Кавальерс (2023–настоящее время)
3 марта 2023 года Меррилл подписал десятидневный контракт с «Кливленд Кавальерс». 14 марта он подписал многолетний контракт с «Кавальерс». 20 декабря он набрал рекордные в карьере 27 очков, реализовав 8 трёхочковых бросков, выйдя со скамейки запасных, в тот вечер «Кливленд Кавальерс» обыграли «Юту Джаз» со счётом 124–116. 27 марта 2024 года Меррилл побил рекорд франшизы по количеству трёхочковых бросков за сезон, среди игроков, выходящих со скамейки запасных. Это был его 129-й трёхочковый бросок со скамейки запасных в сезоне 2023/2024, побив предыдущий рекорд Донелла Маршалла, установленный в сезоне 2005/2006.

## Статистика

### Статистика в НБА
| Сезон                                                                                    | Команда  | Регулярный сезон | Регулярный сезон | Регулярный сезон | Регулярный сезон | Регулярный сезон | Регулярный сезон | Регулярный сезон | Регулярный сезон | Регулярный сезон | Регулярный сезон | Регулярный сезон | Серия плей-офф | Серия плей-офф | Серия плей-офф | Серия плей-офф | Серия плей-офф | Серия плей-офф | Серия плей-офф | Серия плей-офф | Серия плей-офф | Серия плей-офф | Серия плей-офф |
| Сезон                                                                                    | Команда  | GP               | GS               | MPG              | FG%              | 3P%              | FT%              | RPG              | APG              | SPG              | BPG              | PPG              | GP             | GS             | MPG            | FG%            | 3P%            | FT%            | RPG            | APG            | SPG            | BPG            | PPG            |
| ---------------------------------------------------------------------------------------- | -------- | ---------------- | ---------------- | ---------------- | ---------------- | ---------------- | ---------------- | ---------------- | ---------------- | ---------------- | ---------------- | ---------------- | -------------- | -------------- | -------------- | -------------- | -------------- | -------------- | -------------- | -------------- | -------------- | -------------- | -------------- |
| 2020/21                                                                                  | Милуоки  | 30               | 2                | 7,8              | 44,4             | 44,7             | 100,0            | 1,0              | 0,7              | 0,3              | 0,0              | 3,0              | 8              | 0              | 3,7            | 28,6           | 20,0           | -              | 0,6            | 0,1            | 0,5            | 0,0            | 0,6            |
| 2021/22                                                                                  | Мемфис   | 6                | 0                | 9,6              | 33,3             | 30,4             | 50,0             | 1,2              | 0,7              | 0,0              | 0,0              | 4,2              | Не участвовал  | Не участвовал  | Не участвовал  | Не участвовал  | Не участвовал  | Не участвовал  | Не участвовал  | Не участвовал  | Не участвовал  | Не участвовал  | Не участвовал  |
| 2022/23                                                                                  | Кливленд | 5                | 0                | 11,7             | 40,9             | 27,8             | 100,0            | 1,8              | 1,0              | 0,8              | 0,0              | 5,0              | Не участвовал  | Не участвовал  | Не участвовал  | Не участвовал  | Не участвовал  | Не участвовал  | Не участвовал  | Не участвовал  | Не участвовал  | Не участвовал  | Не участвовал  |
| 2023/24                                                                                  | Кливленд | 61               | 1                | 17,5             | 40,2             | 40,4             | 92,9             | 2,0              | 1,8              | 0,3              | 0,1              | 8,0              | 10             | 0              | 12,5           | 34,5           | 37,0           | 100,0          | 1,2            | 0,9            | 0,0            | 0,0            | 3,3            |
|                                                                                          | Всего    | 102              | 3                | 13,9             | 40,5             | 39,8             | 89,5             | 1,6              | 1,4              | 0,3              | 0,0              | 6,1              | 18             | 0              | 8,6            | 33,3           | 34,4           | 100,0          | 0,9            | 0,6            | 0,2            | 0,0            | 2,1            |
| Наведите курсор мыши на аббревиатуры в заголовке таблицы, чтобы прочесть их расшифровку. |          |                  |                  |                  |                  |                  |                  |                  |                  |                  |                  |                  |                |                |                |                |                |                |                |                |                |                |                |

### Статистика в Джи-Лиге
| Сезон                                                                                    | Команда        | Регулярный сезон | Регулярный сезон | Регулярный сезон | Регулярный сезон | Регулярный сезон | Регулярный сезон | Регулярный сезон | Регулярный сезон | Регулярный сезон | Регулярный сезон | Регулярный сезон | Серия плей-офф | Серия плей-офф | Серия плей-офф | Серия плей-офф | Серия плей-офф | Серия плей-офф | Серия плей-офф | Серия плей-офф | Серия плей-офф | Серия плей-офф | Серия плей-офф |
| Сезон                                                                                    | Команда        | GP               | GS               | MPG              | FG%              | 3P%              | FT%              | RPG              | APG              | SPG              | BPG              | PPG              | GP             | GS             | MPG            | FG%            | 3P%            | FT%            | RPG            | APG            | SPG            | BPG            | PPG            |
| ---------------------------------------------------------------------------------------- | -------------- | ---------------- | ---------------- | ---------------- | ---------------- | ---------------- | ---------------- | ---------------- | ---------------- | ---------------- | ---------------- | ---------------- | -------------- | -------------- | -------------- | -------------- | -------------- | -------------- | -------------- | -------------- | -------------- | -------------- | -------------- |
| 2020/21                                                                                  | Мемфис Хастл   | 5                | 5                | 28,9             | 34,9             | 34,4             | 16,7             | 4,4              | 3,4              | 1,8              | 0,0              | 11,2             | Не участвовал  | Не участвовал  | Не участвовал  | Не участвовал  | Не участвовал  | Не участвовал  | Не участвовал  | Не участвовал  | Не участвовал  | Не участвовал  | Не участвовал  |
| 2021/22                                                                                  | Мемфис Хастл   | 2                | 2                | 33,6             | 63,0             | 46,7             | 66,7             | 5,5              | 5,5              | 0,5              | 0,5              | 22,5             | Не участвовал  | Не участвовал  | Не участвовал  | Не участвовал  | Не участвовал  | Не участвовал  | Не участвовал  | Не участвовал  | Не участвовал  | Не участвовал  | Не участвовал  |
| 2022/23                                                                                  | Кливленд Чардж | 39               | 38               | 34,2             | 45,9             | 43,4             | 87,0             | 3,6              | 2,7              | 1,2              | 0,2              | 17,0             | 2              | 2              | 43,2           | 40,6           | 30,4           | 100,0          | 4,5            | 3,5            | 0,0            | 0,0            | 17,5           |
|                                                                                          | Всего          | 46               | 45               | 33,6             | 45,5             | 42,7             | 78,8             | 3,8              | 2,9              | 1,2              | 0,2              | 16,6             | 2              | 2              | 43,2           | 40,6           | 30,4           | 100,0          | 4,5            | 3,5            | 0,0            | 0,0            | 17,5           |
| Наведите курсор мыши на аббревиатуры в заголовке таблицы, чтобы прочесть их расшифровку. |                |                  |                  |                  |                  |                  |                  |                  |                  |                  |                  |                  |                |                |                |                |                |                |                |                |                |                |                |

### Статистика в NCAA
| Сезон | Команда   | Conf  | Class | GP  | GS  | MPG  | FG%  | 3P%  | FT%  | RPG | APG | SPG | BPG | PPG  |
| --- | --------- | ----- | ----- | --- | --- | ---- | ---- | ---- | ---- | --- | --- | --- | --- | ---- |
| 2016/17 | Юта Стэйт | MWC   | FR    | 30  | 18  | 26,7 | 45,0 | 45,1 | 87,8 | 3,1 | 3,3 | 1,0 | 0,2 | 9,4  |
| 2017/18 | Юта Стэйт | MWC   | SO    | 34  | 33  | 35,4 | 50,4 | 46,4 | 84,9 | 3,3 | 3,1 | 1,0 | 0,2 | 16,3 |
| 2018/19 | Юта Стэйт | MWC   | JR    | 35  | 35  | 35,3 | 46,1 | 37,6 | 90,9 | 3,9 | 4,2 | 1,1 | 0,3 | 20,9 |
| 2019/20 | Юта Стэйт | MWC   | SR    | 32  | 32  | 35,0 | 46,1 | 41,0 | 89,3 | 4,1 | 3,9 | 0,9 | 0,1 | 19,7 |
| Всего | Всего     | Всего | Всего | 131 | 118 | 33,3 | 47,0 | 42,0 | 89,1 | 3,6 | 3,6 | 1,0 | 0,2 | 16,8 |
| Наведите курсор мыши на аббревиатуры в заголовке таблицы, чтобы прочесть их расшифровку Статистика приведена с сайта sports-reference.com |           |       |       |     |     |      |      |      |      |     |     |     |     |      |